# 7,62×25 Tokarev
7,62×25 Tokarev je pištolski naboj, ki je bil glavni pištolski naboj v Sovjetski zvezi med letoma 1930 in 1951. Bil je razvit na podlagi nemškega naboja 7,63x25 Mauser, za pištolo Tokarev, ki je nasledila revolver Nagant M1895 in naboj 7,62x38 R, ki ga je ta uporabljal.
Naboj ima (glede na kaliber in dolžino tulca) močno smodniško polnjenje, kar mu omogoča posebna »stekleničasta« oblika tulca. Majhen kaliber in močno smodniško polnjenje dajeta krogli veliko prebojnost, kar dela ta naboj izredno priljubljen pri terorističnih skupinah, saj je učinkovit proti zaščitnim jopičem in lažje oklepljenim vozilom. 
Po svetu se je uveljavil s pištolo Tokarev TT, brzostrelko PPŠ in njunimi izpeljankami ter je postal simbol vzhodnih oboroženih sil komunističnega režima. Po letu 1948 ga je začnel nadomeščati naboj 9x18 Makarov.
Hitrost 5,6 gramske (86 grainske) polnooplaščene tovarniške krogle na ustju cevi znaša okoli 420 m/s, kar je okoli 70 m/s več kot pri krogli kalibra 9 mm Luger.

## Orožje, ki uporablja ta naboj
| Brzostrelke: - PPD - PPŠ-41 - PPS - M49 - M56 | Pištole: - TT - Zastava M57 (tetejec) - CZ 52 |